# Кукрыниксы (рок-гурт)
«Кукрыниксы» (Кукринікси) — російський рок-гурт. Гурт відвідував окупований Крим.

## Історія гурту

### 1997—2000
28 травня 1997 року Кукрыниксы вперше виступили на сумісному концерті з гуртами «Четыре таракана» і «Король и Шут», у пітерському клубі «Полігон». Там же їх побачили представники звукозаписувальної компанії Manchester Files, яка і випустила перший альбом групи, — «Кукрыниксы». До альбому увійшло 12 композицій, але реальну популярність в Росії Кукрам принесли всього дві — «Не беда» і «Солдатская печаль». Записували альбом Олексій Горшеньов, Олександр Леонтьєв (перейшов у КиШ), Дмитро Гусєв і Максим Войтов (перейшов у «Мультфильмы»). До речі, в цей альбом увійшов кавер-версія пісні Depeche Mode «The world in my eyes».
Весною 2000-го Кукрыниксы взяли участь в панк-фестивалі, організованому в пітерському палаці спорту «Ювілейний». Там до них звернувся відомий Ігор «Панкер» Гудков з пропозицією записати одну з пісень Віктора Цоя для альбому «Кинопробы». Внаслідок цього і з'явився кавер «Скоро кончится лето» (хоча спочатку планували взяти пісню «Бездельник»).

### 2002—2005
Кавер пісні Цоя «Печаль» увійшов до другого альбому «Кукрыниксов» — «Роскрашенная душа», який виходить в 2002 році. У його записі вже не брали участі Олександр Леонтьєв і Максим Войтов, замість яких до групи приєдналися Дмитро Оганян, Віктор Бастраков і Ілля Льоваков (останні двоє незабаром покинутий колектив). На пісню «По раскрашенной душе» також був знятий кліп.
У 2003 році в групу приходить Станіслав Майоров. Сам він спец по роботі в звукових редакторах, завдяки чому музика «Кукрынксов» вдавалася до технічної обробки і знайшла нове звучання, вперше почутому в альбомі «Столкновение», який виходить весною 2004 року. У альбомі також з'явився перший інструментал — «Время». Презентація відбулася 15 травня в пітерському клубі «Старый дом», а сам концерт був записаний і випущений разом з кліпами на окремому DVD. Склад групи на момент виходу «Столкновение»: Олексій Горшеньов (вокал, тексти, ритм-гітара), Дмитро Гусєв (гітара, музика), Дмитро Оганян (бас — гітара, бэк-вокал), Роман Ніколаєв (ударні), Стас Майоров (звук, програмування).
2003 рік знаменний також участю «Кукрыниксов» в проекті «Рок-группа» (Юрій Шевчук, Горшок, Князь, Олексій «Ягода» Горшеньов, Ілля Черт, Олександр Чернецький), де прозвучала критика у бік шоу-бізнесу у вигляді пісні «Попса». Також був випущений однойменний диск, для якого Кукрыниксы записали пісню «Куда ты смотришь».
Новий альбом «Фаворит Солнца» вийшов в листопаді 2004 року. За цей час група змінила рекорд — компанію з Cd-land на НИКИТИН. Альбом вийшов 25 листопада 2004 року, до нього увійшло 11 пісень. У альбомі знову з'являється інструментал, а також пісня по віршах С. Есеніна. Запис вівся на студії ДДТ (там же був записаний альбом «Столкновение»).
У кінці листопада гурт взяв участь у зйомках новорічної передачі «Неблакитний вогник 2», де виконав знамениту пісню Мусліма Магамаєва «Свадьба» в дуеті з поп-співачкою Оленою Апіною.

| "Взагалі це була смішна ситуація. Ми записували основний матеріал, а Апіна, якій просто дали папірець з текстом, підспівувала нам, що називається, «ні сном, ні духом» не уявляючи, хто ми взагалі такі. Потім, після виступу, вона підійшла: «Ой, як кльово - ви такі цікаві хлопці! Давайте я заново заспіваю свою партію - а то я думала, що це нісенітниця, і співала тільки щоб відв'язатися». Звичайно, вдруге вона зробила це не краще, але сам факт цікавий". (О.Горшеньов) |
Після даного виступу в пресі почали з'являтися вислови щодо того, що «Кукрыниксы» подалися в попсу, заспівавши з поп-дивою російської попси, що лідер групи заперечував, що таким чином можна краще побачити перевагу рок-музики над попсою.
30 вересня 2005 року на екрани кінотеатрів вийшов фільм «9 рота». Ще задовго до початку зйомок, режисер Ф. Бондарчук запропонував Олексію Горшеньову написати саундтрек, на що Олексій відгукнувся і в найкоротші терміни була готова пісня «9 рота». Федір Бондарчук сказав, що пісня підійде для титрів фільму. Але задум і ідея фільму постійно переглядалися, мінялися і врешті-решт пісня групи ідейно не підійшла по духу фільму. Але в боргу Бондарчук не залишився і надав групі матеріали з фільму для монтажу відеокліпа групи на новою пісню «Звезда».

### 2006—2008
Другу половину 2005 року записувався альбом «Шаман», який вийшов весною 2006 року. До нього увійшли 12 композицій. Альбом трохи вибивався із загального стилю музики Кукрыниксов, оскільки в піснях більше переваги віддавалася тексту за рахунок меншої насиченості музики. Також був знятий кліп на пісню «Колдовство», після якого було багато заяв, що Кукрыниксы почали грати готику. Хоча самі учасники групи це заперечували.
12 грудня 2007 року виходить черговий (шостий) альбом під назвою «ХХХ». До нього увійшло 11 композицій. В ході створення альбому сталися деякі розбіжності між учасниками колективу, тому музикою замість Стаса Майорова займався Олексій Горшеньов. У записі пісні «Паденние» брала участь солістка групи «Мельница» — Хелавіса. Альбом характеризується великою кількістю електро-музики і ліричного виконання.
2008 рік для групи почався з того, що у зв'язку з розбіжностями учасників її покидає Станіслав Майоров.
Влітку 2008 року гурт випускає концертний альбом, в взимку — концертний DVD, які були записані на концерті в пітерському ПС Ювілейний в березні 2008 року.

### 2009—2011
У жовтні 2009 року Кукрыниксы здійснили великий тур по містах України разом з гуртом «Король и Шут». Розклад туру:
- 20 жовтня — Харків — ККЗ «Україна»
- 21 жовтня — Донецьк — Палац спорту
- 22 жовтня — Одеса — Філармонія
- 23 жовтня — Запоріжжя — ПС «Юність»
- 25 жовтня — Львів — ПС «Україна»
- 26 жовтня — Київ — ЦКМ НАУ
- 27 жовтня — Вінниця — ККЗ «Райдуга»
- 28 жовтня — Черкаси — ПК «Дружба Народів»

У січні 2010 року планується вихід англомовного синглу «Last Resort», який був записаний Олексієм Горшеньовим разом з американською кантрі-співачкою Стефані Старр. Цей дует отримав красномовну назву «К», що пов'язано зі складністю вимовлення слова «кукрыниксы» для англомовних людей.
23 березня 2010 року мав відбутися концерт гурту Кукрыниксы в місті Харків у клубі «Жара», однак, в результаті бездарної діяльності організаторів, концерт не відбувся.
7 вересня 2010 року гурт випустив нову платівку «Всадники Света», в якій музична складова стала ближчою до стилю перших двох альбомів гурту. Під час запису нового альбому до гурту приєднується другий гітарист — Ігор Воронов.
24 вересня, в Денвері, США, відбулася презентація англомовного альбому проекту «K republic» — «All those things left behind». До платівки увійшли як композиції з синглу Last Resort, так і англомовні версії пісень гурту Кукрыниксы з нового та попередніх альбомів.
24 жовтня 2010 року в Києві відбудеться презентація нового альбому.
У травні 2011 року плануються два концерти в Україні в рамках туру «13 лет в роке!», присвяченого 13-річчю гурту, — 18 травня — у Харкові, 21 травня — у Києві.

### 2012—2019
Осінь 2017/весну 2018 року Кукрыниксы провели в юбілейному турі, присвяченому 20-літтю команди. Після святкових концертів колектив закінчив свій творчий шлях.На базі Кукриніксів з'явився новий проєкт «Горшенев».

## Учасники гурту
- Олексій Горшеньов (Ягода) — вокал
- Дмитро Оганян (Вагон) — бас-гітара.
- Дмитро Гусєв — гітара
- Михайло Фомін — ударні
- Ігор Воронов — гітара

## Дискографія

### Студійні альбоми
- Кукрыниксы (1999)
- Раскрашенная душа (2002)
- Столкновение (2004)
- Фаворит солнца (2004)
- Шаман (2006)
- XXX (2006)
- Всадники света (2010)
- Myself (2012)
- Артист (2016)
- Раритеты (2019)

### Сингли
- Экклезиаст (2014)
- Вера, Надежда, Любовь (2016)

### DVD
- Столкновение. Live (2004)
- Коллекция клипов. Том I (2008)
- Концерт в ДС «Юбилейный». Санкт-Петербург. 29.03.08 (2008)

### Збірки
- The Best (2005)
- в серії «Лови настроение рок-н-ролл» (2006)
- Последняя песня (2018)

### Дискографія «K Republic»
- Last Resort (сингл) (2010)
- All Those Things I Left Behind (2010)
- America (сингл) (2013)
- Bonfire (сингл) (2013)

### Відеокліпи
- Не беда (1998)
- По раскрашенной душе (2002)
- Знай (2004)
- Попса (2004)
- Звезда (2005)
- Колдовство (2006)
- Вертикаль (2007)
- Чёрная невеста (2008)
- Время (фотоальбом) (2008)
- Клетка (2009)
- ЗЛО (2010)
- Тени в театре (2011)
- Дорогая (2013)
- Надежда (2015)